# Civilization Revolution
Civilization Revolution est un jeu vidéo de stratégie au tour par tour sorti en 2008 fonctionnant sur Nintendo DS, PlayStation 3 et Xbox 360. C'est une adaptation pour consoles de la célèbre série de jeux pour PC Civilization de Sid Meier. Une version Wii était initialement prévue, mais a été mise en pause pour une durée indéfinie, puis finalement annulée. L'absence d'une version PSP est expliquée par un manque de personnel de développement.

## Civilisations disponibles
| Civilisation | Dirigeant          | Emblème                                   | Capitale     | Unités spéciales                                                          |
| ------------ | ------------------ | ----------------------------------------- | ------------ | ------------------------------------------------------------------------- |
| Allemagne    | Otto von Bismarck  | Armoiries de l'Allemagne                  | Berlin       | Panzer, Canon de 88 mm, Bombardier Heinkel, Chasseur Messerschmitt Bf 109 |
| Angleterre   | Élisabeth Ire      | Union Jack sur un cimier                  | Londres      | Archer à arc long, Bombardier Lancaster, Chasseur Spitfire                |
| Arabes       | Saladin            | Étoile et croissant                       | Tripoli      | Archer méhariste (en) (non disponible dans la version Xbox 360)           |
| Aztèques     | Moctezuma II       | Xiuhtecuhtli, face de la Pierre du Soleil | Tenochtitlan | Guerrier jaguar                                                           |
| Chine        | Mao Zedong         | Dragon chinois                            | Pékin        | -                                                                         |
| Égypte       | Cléopâtre VII      | Œil Oudjat                                | Thèbes       | Char (non disponible dans la version Xbox 360)                            |
| Espagne      | Isabelle Ire       | Armoiries du Royaume de León              | Madrid       | Conquistador                                                              |
| États-Unis   | Abraham Lincoln    | Sceau des États-Unis                      | Washington   | Char Sherman, Chasseur Mustang, Forteresse volante                        |
| France       | Napoléon Bonaparte | Fleur de lys                              | Paris        | Trebuchet, Obusier                                                        |
| Grèce        | Alexandre le Grand | Soleil de Vergina                         | Athènes      | Hoplite, Trirème                                                          |
| Inde         | Mohandas Gandhi    | Chapiteau aux lions d'Ashoka              | Delhi        | -                                                                         |
| Japon        | Tokugawa Ieyasu    | Sceau impérial du Japon                   | Kyoto        | Chevalier samouraï, Piquier Ashigaru, Bombardier Val, Chasseur Zéro       |
| Mongolie     | Genghis Khan       | Symbole Soyombo                           | Karakorum    | Cavalier Keshik (en)                                                      |
| Rome         | Jules César        | Casque romain                             | Rome         | Cataphractaire                                                            |
| Russie       | Catherine II       | Armoiries Romanov                         | Moscou       | Cavalier cosaque, Char T-34                                               |
| Zoulou       | Shaka              | Armoiries de l'Afrique du Sud             | Zimbabwe     | Guerrier Impi                                                             |

## Merveilles
Les Merveilles présentes dans Civilization Revolution apportent différent bonus avantageux pour les joueurs en achevant leur construction .
| ère antique | ère médievale                                                                                       | ère industrielle    | ère moderne                                                                      |
| --- | --------------------------------------------------------------------------------------------------- | ------------------- | -------------------------------------------------------------------------------- |
| Jardins suspendus ,Stonehenge ,Colosse de Rhodes ,Grande Bibliothèque d'Alexandrie ,Pyramides de Gizeh ,Oracle de Delphes | Foire de Troyes ,Théâtre de Shakespeare ,Magna Carta ,Grande Muraille ,Forteresse Samouraï d'Himeji | Université d'Oxford | Complexe militaro-industriel ,Hollywood ,Apollo 11 ,Internet ,Projet Manhattan , |

## Accueil
- Famitsu : 28/40 (DS)[6]
- GameSpot : 9/10 (PS3)[7]
- Gamezebo : 4/5 (iOS)[8]
- IGN : 8,8/10 (PS3)[9]
- Pocket Gamer : 6/10 (iOS)[10]

## Unités présentes
|                 | ère antique      | ère médiévale       | ère industrielle | ère moderne                    |
| --------------- | ---------------- | ------------------- | ---------------- | ------------------------------ |
| Unité offensive | guerrier,Légion  | Chevalier,Catapulte | Canon            | Tank ,Artillerie               |
| Unité defensive | Guerrier ,Archer | Piquier             | Fusilier         | Infanterie moderne             |
| Unité navale    | Galère           |                     | Galion           | Croiseur ,Cuirassé ,Sous-marin |
| Unité aérienne  |                  |                     |                  | Chasseur ,Bombardier           |

## Adaptation
Civilization Revolution a été adapté en jeu de société en 2010 sous le titre Civilization.